# 塔博里謝 (蘇梅州)
52°10′0″N 33°26′59″E / 52.16667°N 33.44972°E
塔博里謝（烏克蘭語：Таборище）是位於烏克蘭東北部的村莊，由蘇梅州紹斯特卡區的茲諾布-諾夫霍羅茨凱市鎮負責管轄。該村處於比奇哈河右岸，距離希利奇奇0.5公里，海拔高度134米，2001年人口421。